# راهنمای داروشناسی
راهنمای داروشناسی اتحادیه بین‌المللی داروشناسی پایه و بالینی (به انگلیسی: IUPHAR/BPS Guide to PHARMACOLOGY) یک وب سایت با دسترسی آزاد است که به عنوان درگاه اطلاعاتی در مورد داروهای دارای مجوز و سایر مولکول های کوچک عمل می‌کند. راهنمای داروشناسی به عنوان یک سرمایه گذاری مشترک بین اتحادیه بین المللی فارماکولوژی پایه و بالینی (IUPHAR) و انجمن داروسازی بریتانیا (BPS) ایجاد شده است. هدف این پایگاه ارائه یک نمای کلی مختصر از همه اهداف دارویی، قابل دسترسی برای همه اعضای جوامع علمی و بالینی و عموم علاقه‌مندان، همراه با پیوندهایی به جزئیات مجموعه‌ای از اهداف انتخابی است.